# Jacob Zanusi
Jacob Zanusi (auch Jakob, Jacopo, Giacomo; auch Zanussi, Zanussy, Zanus;  * 1679 in Buchenstein/Fodom; † 24. Dezember 1742 in Salzburg) war ein österreichischer Barockmaler.

## Leben
Jacob Zanusi wurde als Sohn des Zimmermanns Johann Baptist Zanus im Weiler Col in Ornela  im ladinischen Buchenstein geboren. Seine erste künstlerische Ausbildung erhielt er 1696 beim Brixner Hofmaler Nikolaus Weis. Über seine weitere Ausbildung ist nichts Gesichertes bekannt, möglicherweise lernte er bei Giuseppe Alberti in Cavalese und anlässlich eines Studienaufenthaltes in Venedig bei Johann Carl Loth.
1705 tauchte er als fertig ausgebildeter Maler in Salzburg auf. Da nur so Aufenthalt und Arbeit für einen fremden Maler möglich waren, wurde er Geselle beim Maler Johann Martin Schaumberger. Am 7. September 1705 heiratete er dessen älteste Tochter Ursula und wurde Hofmaler des neuen Seckauer Bischofs Franz Anton Adolph von Wagensperg. Dieser war ein aufgeschlossener und kunstsinniger Gönner, der ihm Zugang zum Hof und zu Adelskreisen verschaffte. Bis 1708/09 lebte Zanusi mit seiner Familie in der Steiermark und arbeitete als Hofmaler und Haushofmeister auf Schloss Seggau, dem Sitz der Seckauer Bischöfe.
Ab dem Frühjahr 1709 war er wieder in Salzburg ansässig und erlangte insbesondere durch den Einfluss Wagenspergs Zugang zu Kreisen des Hofes. 1714 wurde ihm durch Erzbischof Franz Anton von Harrach Hofschutz gewährt, was ihm ermöglichte, mit landesfürstlicher Genehmigung in Konkurrenz zu den zünftischen Malern zu arbeiten und ihm häufig Aufträge des Hofes einbrachte.
Zanusis erste Ehefrau Ursula starb am 19. Jänner 1724 bei der Geburt des 13. Kindes. Noch im Oktober desselben Jahres heiratete er Maria Ursula Theresia Kastner aus Innsbruck, mit der er sechs weitere Kinder hatte.
Die 1730er Jahre bilden den Höhepunkt in Zanusis künstlerischem Schaffen, er erhielt große Aufträge, mehrmals wurde ihm die Gestaltung sämtlicher Altäre einer Kirche übertragen. Er wurde vom neuen Erzbischof Leopold Anton von Firmian gefördert und war mit dessen Neffen und Obersthofmeister, Franz Laktanz von Firmian, befreundet. Eine weitere Freundschaft verband ihn mit dem 1727 nach Salzburg berufenen Maler Paul Troger, dessen Einfluss sich in seinen Werken zeigt. 
Zanusi litt immer wieder an Krankheiten, so im Winter 1729/30 an einem schweren Augenleiden, wodurch er fast erblindet wäre, und 1742 an einem Magenleiden. Am 24. Dezember 1742 starb er im Alter von 63 Jahren an den Folgen eines Schlaganfalls und wurde auf dem Salzburger Sebastiansfriedhof beigesetzt.
Zu Zanusis Werken zählen Porträts, Schabkunstblätter und insbesondere Altarblätter, die er für zahlreiche Kirchen in der Erzdiözese Salzburg und angrenzenden Gebieten schuf. Sein Werk zeigt den Einfluss der Venezianer, von Luca Giordano, Francesco Solimena, Johann Michael Rottmayr und ab 1727, insbesondere in der Farbgebung, von Paul Troger. Zanusi spielte eine wichtige Rolle für die Entwicklung der Salzburger Barockmalerei bis zum Ende des 18. Jahrhunderts, sein Einfluss zeigt sich unter anderem in den Werken von Benedikt Werkstätter, Peter Paul Perwanger, Pietro Antonio Lorenzoni, Matthias Siller, Joseph Ramsperger und Franz Xaver König.

## Werke

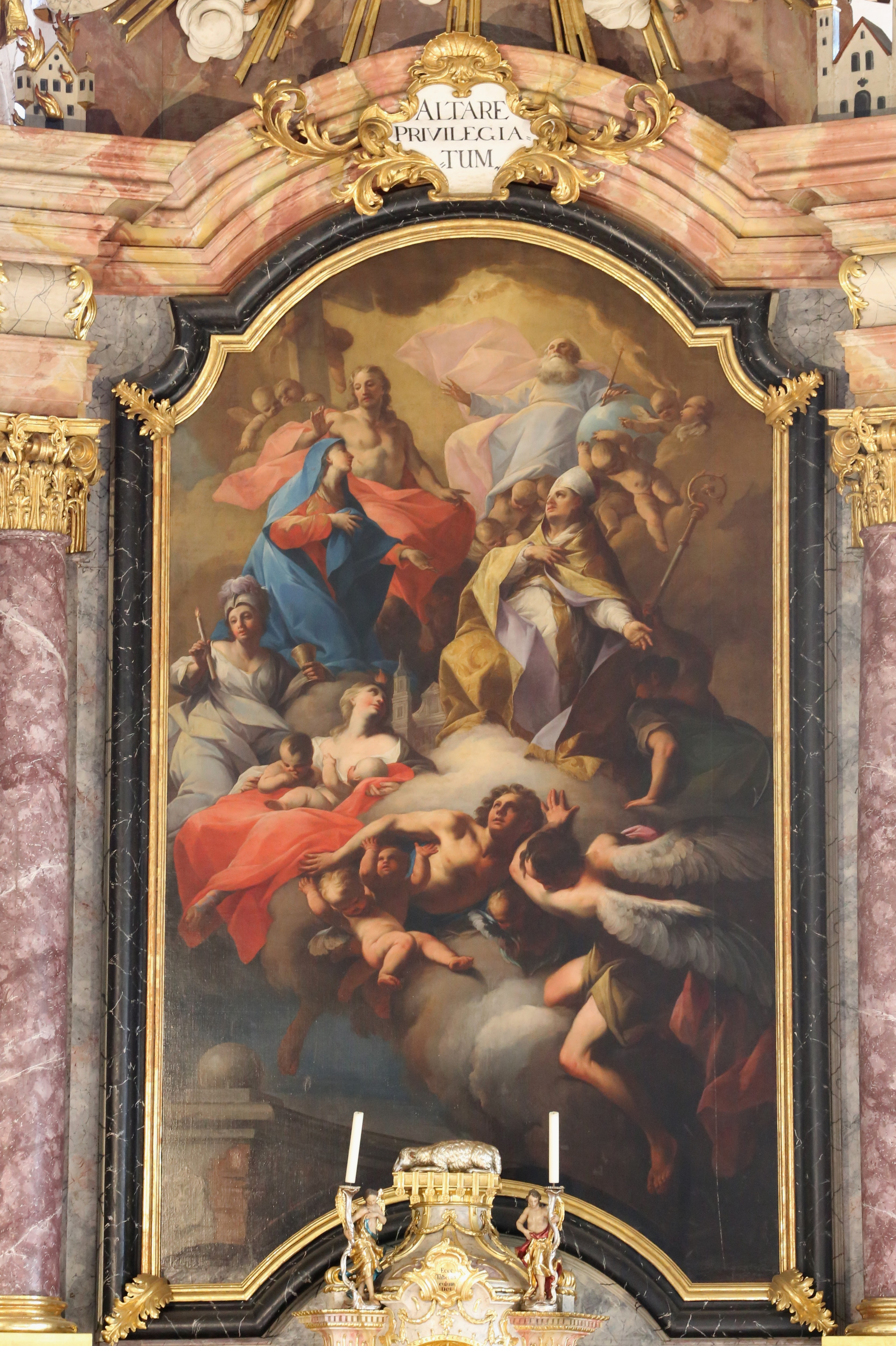
Hochaltarbild Glorie des hl. Virgil, Pfarrkirche Rattenberg (1728)

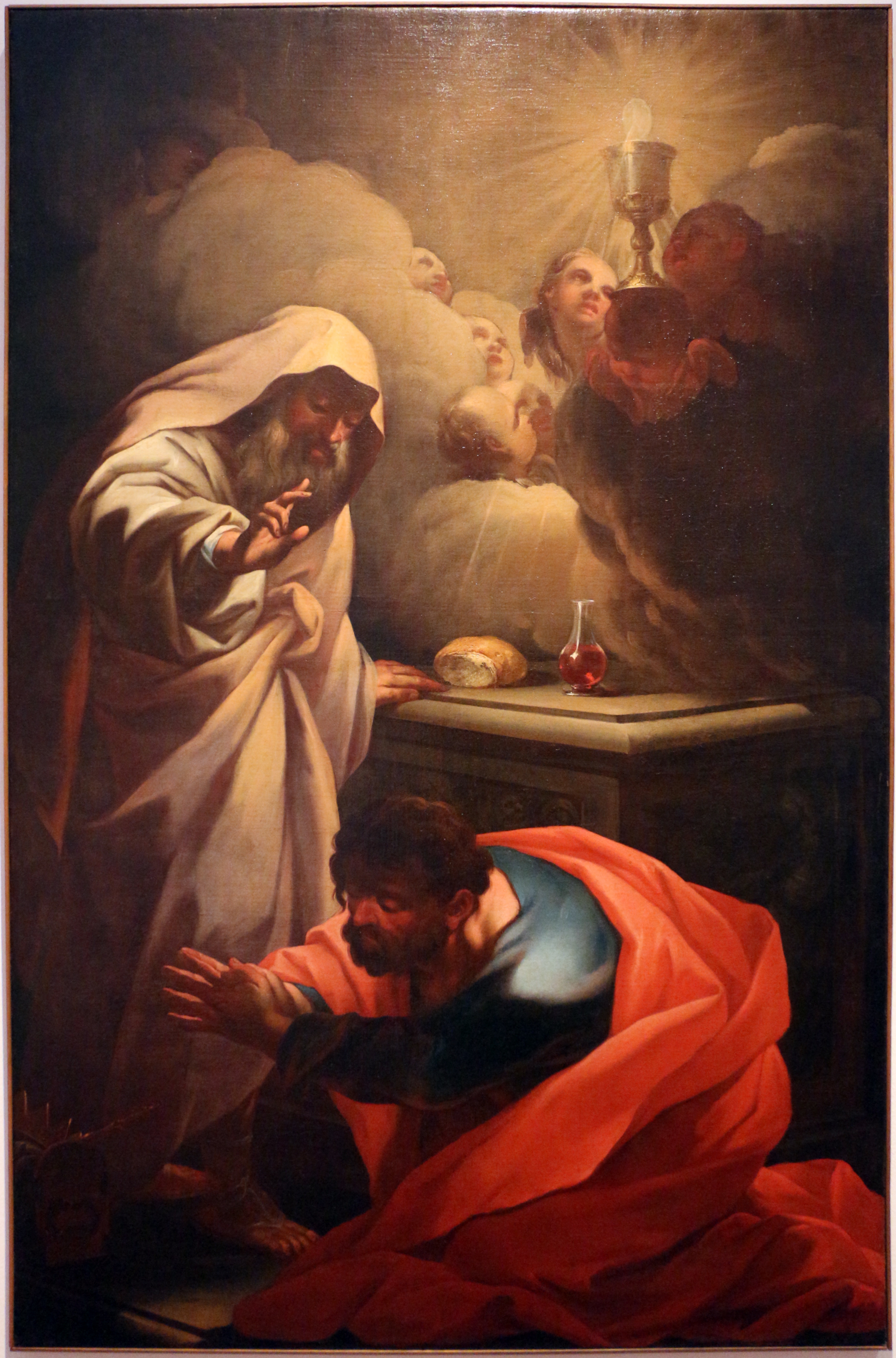
Melchisedek überreicht Abraham Brot und Wein, Diözesanmuseum Trient (1729)

- acht großformatige Gemälde im Speisezimmer von Schloss Seggau, um 1708
- Hochaltarbild Verklärung des hl. Augustinus, Augustinerkirche Rattenberg, 1709 (zugeschrieben)[5]
- Altarbild hl. Andreas Avellino, linke Seitenkapelle und Deckenbild in der Kreuzkapelle der Kajetanerkirche, Salzburg, 1712
- Wandbilder mit Szenen aus dem Leben des hl. Wolfgang, Wolfgangkapelle, Pfarr- und Wallfahrtskirche St. Wolfgang, 1714
- Seitenaltarbilder Auffindung des Kreuzes durch die hl. Helena und Kaiser Heraklius mit dem Kreuz, Filialkirche St. Leonhard, Holzhausen bei Teisendorf, um 1715
- Altarbild Krönung Mariens, Dreifaltigkeitskapelle (Viehhausen), Viehhausen, um 1715
- Altarbild, Filialkirche hl. Brigida in Oelling, Henndorf am Wallersee, um 1715
- Seitenaltarbild Kommunion der hl. Maria Magdalena, Kirche Santa Maria Assunta, Arco, um 1715
- Altarbild Unterweisung Mariens, Knappenaltar, Pfarrkirche Rattenberg, 1718
- Hochaltarbild hl. Leonhard, Filialkirche hl. Leonhard in Aufhausen, Piesendorf, 1718
- Seitenaltarbild hll. Joachim und Anna, Wallfahrtskirche Maria Kirchental, 1719
- In den Seitennischen am Hochaltar hll. Petrus und Paulus, Kajetanerkirche, Salzburg, 1720
- Seitenaltarbilder hl. Wenzel und hl. Johannes Nepomuk, Franziskanerkirche, Salzburg, um 1720
- Altarbild Heilige Sippe, Pfarrkirche St. Martin bei Lofer, 1721
- Hochaltarbild Mariä Himmelfahrt, Pfarrkirche Gmünd in Kärnten, 1722
- Altarbild hll. Sigmund und Helena in Verehrung der Muttergottes, Schlosskapelle Sighartstein, um 1725 (zugeschrieben)
- Gemälde Tod des hl. Benedikt und Martyrium des hl. Blasius, Stiftskirche Admont, um 1727
- Hochaltarbild Glorie des hl. Virgil, Pfarrkirche Rattenberg, 1728
- Altarbild Mariä Opferung und Aufsatzbild hl. Joseph, linker Seitenaltar, Stadtpfarrkirche Schwaz, 1730
- Seitenaltarbild hl. Georg, Stiftskirche Laufen, um 1730
- Seitenaltarbild hl. Dreifaltigkeit, Stiftspfarrkirche Altötting, um 1730
- Altarbild hl. Florian, Sacellum der Alten Universität, Salzburg, um 1730
- Altarbild Immaculata, Kloster Baumburg, heute in den Bayerischen Staatsgemäldesammlungen, 1731
- Seitenaltarbild Mariä Verkündigung, 1733, ehemaliges Hochaltarbild Mariä Aufnahme in den Himmel, 1725, Domkirche St. Andrä im Lavanttal
- Hochaltarbild hl. Margaretha, Pfarrkirche St. Margarethen im Lungau, 1733
- Hochaltarbild hl. Michael in Anbetung vor der heiligsten Dreifaltigkeit, Stiftskirche Mattsee, 1733[6]
- Altarbild Papst Pius V. im Gebet vor der Gottesmutter, Kajetanerkirche Salzburg, 1733
- Altarbild Gottesmutter mit Engeln und Heiligen in der Filialkirche Prielau zur Hl. Dreifaltigkeit, 1733 von der Schloßkapelle in die Kirche übertragen.
- Seitenaltarbilder hl. Sebastian und hl. Anna und Aufsatzbilder, Pfarrkirche Großgmain, 1734
- Hochaltarbild Engelssturz, linkes Seitenaltarbild Sieben Zufluchten, rechtes Seitenaltarbild hl. Johannes Nepomuk, Pfarrkirche Gnigl, 1734–1738
- Hochaltarbilder Verehrung des Mariahilfbildes durch die Engel, hl. Antonius von Padua, Stigmatisation des hl. Franziskus, Aufsatzbild Gottvater und hl. Geist, Seitenaltarbilder hl. Josef von Leonessa und Martyrium des hl. Fidelis von Sigmaringen, Kapuzinerkirche Werfen, 1737
- Hochaltarbild Mariä Himmelfahrt, Seitenaltarbilder hll. Barbara und Maria Magdalena mit Aufsatzbild hl. Daniel, hl. Johannes Nepomuk mit Aufsatzbild hl. Martin, hl. Franziskus mit Aufsatzbild hl. Notburga, hl. Dominikus erhält von Maria den Rosenkranz mit Aufsatzbild hl. Josef, weiters die Tafelbilder Unterweisung Mariens und hl. Aloisius von Gonzaga, Dekanatspfarrkirche St. Johann in Tirol, 1730/1740
- Seitenaltarbild hl. Felix von Cantalizio und die heilige Familie, Kapuzinerkirche Radstadt, um 1740
- Altarbilder Heilige Familie, hl. Antonius, Unterweisung Mariens, Stiftskirche Mondsee, 1741